# Малоянисоль
Малоянисо́ль (з 1956 по 1995 рік — Куйбишеве) — село Кальчицької сільської громади Маріупольського району Донецької області в Україні. Відстань до Нікольського становить близько 24 км і проходить автошляхом Т 0518.

## Географія
У селі річка Калмицька впадає у річку Кальчик.

## Загальні відомості

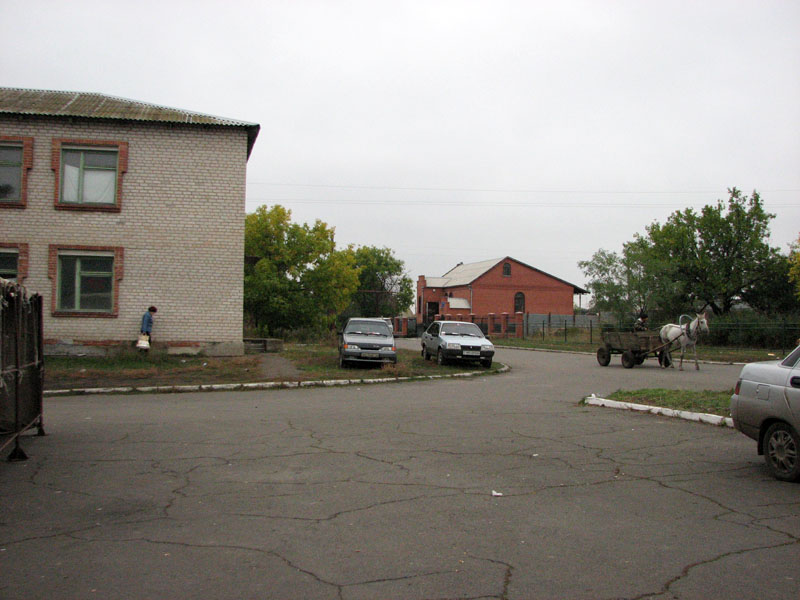
Вулиця села

Малоянисоль — село, колишній центр сільської ради, розташоване у долині річки Кальчика, за 14 км від залізничної станції Хлібодарівка. Населення — 2355 особи. Сільській раді підпорядковані також населені пункти Катеринівка, Труженка.
Інфраструктура: середня, восьмирічна і початкова школи, клуб, бібліотека, дільнична лікарня, аптека.
Тут працюють сільське споживче товариство, хлібопекарня, молокоприймальний пункт, майстерні побутового обслуговування, 6 магазинів.
Встановлені:
- меморіальні дошки: репресованим акторам і режисерові пам'ятник Маріупольського грецького театру; поетові Г. Костоправі;
- пам'ятники: Г. Костоправі роботи Л. Кузьменкова і В. Константинова; композиція «Жертвам політичних репресій»;

- з цікавих місць — «колодязь Костоправа». 

## З життєпису
Поблизу Малоянисолі розкопано кургани з похованнями кочівників (IX—XIII ст. н. е.).
За наслідками «виводу кримських християн» — відомого переселення з Криму на території по берегу Азовського моря за покликом імператриці, було засновано 19 грецьких сіл, у тому числі і у 1779 році і Малоянисоль, яка була заснована депортованими з села Єні-Сала.
Русифікація грецької спільноти Приазовя розпочалася після ліквідації грецької автономії у 1860 р. і яка здійснювалася (згідно польових записів Ф. Брауна) через: а) службу в російській армії; б) переведення богослужінь на російську мову; в) навчання священиків (інтелігенції загалом) у російських духовних закладах; г) «оросійщення» грецьких прізвищ у метриках (приклади: Акритов, Барабашев, Костоманов, Чентуков та ін.).
XII з'їзд РКП(б) започаткував політику «коренізації» (з 1927 р.), яка зумовила духовний ренесанс грецької літератури та культури, грекомовної освіти.
Розкуркуленим у 1930 р. виявився один купець (М. Шашкін).
Секретарі міськрайпарткомів Донецької області, керуючись отриманою 29.11.1932 р. Постановою ЦК і ЦКК КП(б)У з дозволом провести «чистку окремих осередків, що засмічені опортуністичними елементами, які знаходяться під кулацьким впливом, саботують виконання плану хлібозаготівель» взялися за її ретельне виконання — і в тому числі у тодішньому Малому Янисолі — за надзвичайно низьке виконання хлібозаготівель провели цю чистку.
Внаслідок Голодомору в селі помирали, переважно, літні люди та діти, точна кількість жертв не підрахована.
З 1933 р. на місці парового млина організували МТС. До весни 1934 р. при сільраді діяли 12 колгоспів і МТС («Червона зірка», ім. Шмідта, «Комінтерн», «Червона нива», ім. Петровського, «Емпро» (Вперед), «8-ме березня», «Червоний партизан», ім. Косіора, «Колгоспний шлях». Село заселюється переселенцями.
Масові політичні репресії в рамках «грецької операції» НКВС 1937—1938 рр. не минули і це одне з найбільших сіл у північному Приазов'ї з грецькою етнічною основою: 112 прізвищ встановлено місцевим відділенням «Меморіалу». Одним із наслідків репресій стала русифікація грецької спільноти, а також етнодемографічні зміни.
У 1968 р. колгосп «Світанок» зернового і м'ясо-молочного напряму мав 5628 га орної землі.

## Населення
За даними перепису 1926 року 83 % греків України (у тому числі це стосується і Малоянисоля) рідною мовою назвали грецьку.
За даними перепису 2001 року населення села становило 2355 осіб, із них 5,31 % зазначили рідною мову українську, 94,35 % — російську, 0,08 % — грецьку, 0,04 % — вірменську, білоруську та гагаузьку мови.

## Відомі люди
- Георгій Костоправ — репресований поет і перекладач, засновник літератури греків України, його іменем названа вулиця в селі.
- Данило Теленчі — засновник і керівник Маріупольського грецького театру.
- Федір Стамбулжи — засновник Донецького товариства греків, його перший голова, один з засновників та заступник голови ФГТУ.
- Василь Галла — румейський поет, його іменем названа вулиця в селі.
- Донат Патріча — румейський і український поет, композитор, перекладач з грецької мови, заслужений працівник культури України, член Національної спілки письменників України (1994), почесний громадянин Володарського району та села Малоянисоль, перший директор Володарської музичної школи. Автор гімну греків в Україні. Заступник Донецького товариства греків.
- Георгій Левченко — український фізик і румейський поет.
- Гайдак Микола Григорович — хорунжий Армії УНР, всесвітньо відомий ентомолог професор Мінесотського університету США.